# 蘇格拉底 (喬治亞州)
蘇格拉底（英語：Socrates）是位於美國喬治亞州門羅縣的一個鬼鎮。由於此地已於20世紀被荒廢，本地已無人居住。

## 地理
蘇格拉底的座標為33°08′04″N 84°01′43″W / 33.13444°N 84.02861°W，而該地的平均海拔高度為174米（即571英尺）。